# 2014年冬季残疾人奥林匹克运动会斯洛伐克代表团
2014年冬季残疾人奥林匹克运动会斯洛伐克代表团是斯洛伐克派出的2014年冬季残疾人奥林匹克运动会代表团。获得3枚金牌、2枚银牌和2枚铜牌。